# Pelo d'Ambrosio
Pour les articles homonymes, voir Robles et D'Ambrosio.
Sergio d'Ambrosio Robles, plus connu sous son nom d'artiste Pelo d'Ambrosio, né le 17 décembre 1965 à Huánuco au Pérou, est un chanteur péruvien de musique huayno, célèbre pour sa chanson Lejos de ti (es).